# 小柳ゆき
小柳 ゆき（こやなぎ ゆき、1982年1月26日 - ）は、日本の歌手。本名、小柳 由紀（読み同じ）。
埼玉県大宮市（現さいたま市）出身。元所属芸能事務所はバーニングプロダクション。所属レコード会社はユニバーサルミュージック・Prime Music。姉は歌手・ミュージシャンの小柳裕美（美裕リュウ）。身長154cm 体重40kg。血液型B型。

## 略歴・人物
5歳上の姉が音楽好きだったことで影響を受け、歌うことに興味を持ち始める。10歳の頃に姉の持つCDの中から永井真理子などをこっそり取り出して、それを聞いたりそれにあわせて歌ったりしていた。そして、姉の勧めで自分の歌をラジカセに録音して練習するようになった。最初は歌謡曲ばかり歌っていたが、その後、ホイットニー・ヒューストンやマライア・キャリーなどの洋楽を好んで歌うようになっていった。
埼玉県大宮市立日進中学校（現：さいたま市立日進中学校）では剣道部に所属し、ソウルフルな発声の基礎はここで鍛えられたという。
1994年、12歳の時に「コロムビア歌謡曲新人歌手オーディション」に出場。尊敬する大黒摩季の『永遠の夢に向かって』を歌い、全国決勝大会にまで勝ち進んだ。全国大会まで残った実績が評価されて音楽事務所からデビューの誘いを受けるが、当時、学校の部活動に没頭していた事もあって一度はデビューの誘いを断った。しかし1997年に再びデビューの誘いを受けると、今度はその誘いを受け入れ歌手デビューに向けて一歩踏み出した。高校に通いながら、約1年間に渡ってボーカルレッスンとデモテープ作りを積み重ねる。
オーディションを経て、1999年にシングル「あなたのキスを数えましょう 〜You were mine〜」でワーナーミュージック・ジャパンからデビュー。45週連続チャートインするというロングヒットを記録した。
2000年、3月に埼玉県立上尾高等学校の全日制を卒業するとすぐに東京都内に転居。同年、シングル「愛情/can't hold me back」、「be alive」が大ヒット。2ndオリジナルアルバム『EXPANSION』はミリオンセラーとなった。また、海外の曲をカバーしたアルバム『KOYANAGI the COVERS PRODUCT 1』も好セールスを記録。同年、日本有線大賞受賞。「あなたのキスを数えましょう 〜You were mine〜」でNHK紅白歌合戦初出場を果たした。
2001年、第52回紅白歌合戦に「remain〜心の鍵」で2年連続出場。
2002年、第53回紅白歌合戦には「Lovin' you」で3年連続の出場を果たす（世界的アコーディオン奏者フランク・マロッコ (Frank Marocco) と競演）。
2005年1月に渡英し、ロンドンで4ヶ月間過ごす。4月、シングル『最後に記憶を消して』をリリースするが、オリコンチャートの最高位は100位であった。10月7日に「Dream Power ジョン・レノン スーパー・ライヴ 2005」に出演。11月に発売予定の新曲が二転三転し、無期延期となった。なお、この曲が翌年発売された「Fair Wind」ではないかと言われている。
2006年5月10日、シングル「Fair Wind」をリリース。9月にはZEPP TOKYO、なんばHatchで3年ぶりとなる単独ライブツアーを開催。10月11日にリリースされたシングル「誓い」では、ジャケットでセミヌードを披露した。
2007年3月24日、日本テレビの「ミリオンヒットライブ2007」に出演し、久々にゴールデンタイムに顔を見せた。この時、左の二の腕に十字架のタトゥーを入れていた事が確認出来ている。
2008年2月20日発売のYuki-K名義の「Rehab - 女神たちの休息 - / Listen」（エイミー・ワインハウスとビヨンセを日本語カバーした企画シングル）より、NAYUTAWAVE RECORDS（ユニバーサルミュージック内）へ移籍。同年10月21日、移籍第1弾となるシングル「we can go anywhere」のプロモーションで「笑っていいとも!」（フジテレビ）に出演した。その2週間後の11月5日、「稲垣潤一&小柳ゆき」名義でデュエットで参加した稲垣の47枚目のシングル「悲しみがとまらない」（杏里のカバー）がリリースされる。
2010年、7月24日に赤坂BLITZで、8月8日はなんばHatchにおいてライブが行われた（単独ライブとしては4年ぶり）。また、7月21日には浜離宮朝日ホールにおいてアコースティックライブ「プレミアム・ミーツ・プレミアム2010」が行われた。10月10日に放送された音楽特番「グッとくる歌謡祭」（ABC）で久々にテレビ出演をした。
2012年1月26日、自身の誕生日にカーネギー・ホールでライブを行った。
2018年12月、年内でデビュー以来所属してきた事務所を辞めて独立することを発表。デビュー20年目の区切りとなる2018年末をもって所属事務所バーニングプロダクションを退社し独立、翌2019年1月25日に自身のSNSを通じて報告した。

## 作品

### シングル
| 枚   | リリース日     | タイトル                                       | 最高位 | 収録アルバム                                                        |
| ---- | -------------- | ---------------------------------------------- | ------ | ------------------------------------------------------------------- |
| 1st  | 1999年9月15日  | あなたのキスを数えましょう 〜You were mine〜   | 7位    | FREEDOM                                                             |
| 2nd  | 1999年10月27日 | fairyland                                      | 47位   | FREEDOM                                                             |
| 3rd  | 2000年1月26日  | あなたのキスを数えましょう Opus II             | 12位   |                                                                     |
| 4th  | 2000年4月12日  | 愛情/can't hold me back                        | 3位    | EXPANSION                                                           |
| 5th  | 2000年7月26日  | be alive                                       | 1位    | EXPANSION                                                           |
| 6th  | 2000年11月15日 | Koyanagi the Christmas 〜 ホワイト・クリスマス | 4位    | MY ALL <YUKI KOYANAGI SINGLES 1999-2003>                            |
| 7th  | 2001年4月25日  | beautiful world                                | 17位   | my all..                                                            |
| 8th  | 2001年4月25日  | DEEP DEEP                                      | 13位   | my all..                                                            |
| 9th  | 2001年6月13日  | my all..                                       | 25位   | my all..                                                            |
| 10th | 2001年11月21日 | remain〜心の鍵                                 | 7位    | buddy                                                               |
| 11th | 2002年2月14日  | HIT ON                                         | 24位   | buddy                                                               |
| 12th | 2002年7月10日  | Endless                                        | 24位   | buddy                                                               |
| 13th | 2002年10月17日 | Lovin' You                                     | 20位   | Type                                                                |
| 14th | 2003年3月5日   | ON THE RADIO                                   | 45位   | Type                                                                |
| 15th | 2003年8月6日   | 恋のフーガ/会いたい                            | 36位   | KOYANAGI the COVERS PRODUCT 2                                       |
| 16th | 2004年1月28日  | Love knot 〜愛の絆〜                           | 26位   | i'll be Travelin' Home                                              |
| 17th | 2004年11月24日 | Crystal Days                                   | 160位  | i'll be Travelin' Home                                              |
| 18th | 2005年4月27日  | 最後に記憶を消して                             | 100位  | SUNRISE                                                             |
| 19th | 2006年5月10日  | Fair Wind                                      | 39位   | SUNRISE                                                             |
| 20th | 2006年10月11日 | 誓い                                           | 32位   | SUNRISE                                                             |
| 21st | 2008年10月15日 | we can go anywhere                             | 70位   | The Best Now & Then 〜10th Anniversary〜                            |
| 22nd | 2012年7月25日  | MacArthur Park/All At Once                     | 73位   | Koyanagi the Covers PRODUCT 1                                       |
| 23rd | 2012年12月12日 | Believe In Yourself                            | 153位  | The Best of Yuki Koyanagi 2015 Here For You 〜Universal Selection〜 |
| 24th | 2013年4月24日  | ジェットコースター                             | 107位  | The Best of Yuki Koyanagi 2015 Here For You 〜Universal Selection〜 |
| 25th | 2013年7月31日  | ひまわり                                       | -      | The Best of Yuki Koyanagi 2015 Here For You 〜Universal Selection〜 |
| 26th | 2013年10月30日 | One in a million/return to you                 | 152位  | SUNRISE                                                             |
| 27th | 2015年8月19日  | LOVE DRIVE 〜恋はサーキットのように〜          | -      |                                                                     |

### 配信限定シングル
|     | リリース日    | タイトル                   | 最高位 | 収録アルバム      |
| --- | ------------- | -------------------------- | ------ | ----------------- |
| 1st | 2019年9月4日  | Prelude                    |        | SPHERE 〜球宇宙〜 |
| 2nd | 2020年5月26日 | SPHERE -feat.デーモン閣下- |        | SPHERE 〜球宇宙〜 |
| 3rd | 2023年9月15日 | BREAK THROUGH              |        |                   |
| 4th | 2025年3月3日  | 薄氷ノ花                   |        |                   |

### その他のシングル
| リリース日    | タイトル                                    | 最高位 | 収録アルバム                                                        |
| ------------- | ------------------------------------------- | ------ | ------------------------------------------------------------------- |
| 2008年2月20日 | Rehab -女神たちの休息-/Listen（Yuki-K名義） | 180位  | The Best Now & Then 〜10th Anniversary〜                            |
| 2008年11月5日 | 悲しみがとまらない（稲垣潤一&小柳ゆき）     | 129位  | 男と女 -TWO HEARTS TWO VOICES-                                      |
| 2014年9月10日 | Here For You（Yuki Koyanagi×Peabo Bryson）  |        | The Best of Yuki Koyanagi 2015 Here For You 〜Universal Selection〜 |

### アルバム

#### オリジナル・アルバム
| 枚  | リリース日     | タイトル               | 最高位 |
| --- | -------------- | ---------------------- | ------ |
| 1st | 1999年11月25日 | FREEDOM                | 6位    |
| 2nd | 2000年8月23日  | EXPANSION              | 1位    |
| 3rd | 2001年5月30日  | my all..               | 4位    |
| 4th | 2002年8月21日  | buddy                  | 6位    |
| 5th | 2003年9月25日  | Type                   | 39位   |
| 6th | 2004年11月24日 | i'll be Travelin' Home | 61位   |
| 7th | 2007年3月21日  | SUNRISE                | 70位   |

#### ミニ・アルバム
| 枚  | リリース日   | タイトル          | 最高位 |
| --- | ------------ | ----------------- | ------ |
| 1st | 2020年7月1日 | SPHERE 〜球宇宙〜 | 44位   |

#### ベスト・アルバム
| 枚  | リリース日    | タイトル                                                            | 最高位 |
| --- | ------------- | ------------------------------------------------------------------- | ------ |
| 1st | 2004年1月28日 | MY ALL <YUKI KOYANAGI SINGLES 1999-2003>                            | 14位   |
| 2nd | 2010年2月24日 | The Best Now & Then 〜10th Anniversary〜                            | 54位   |
| 3rd | 2013年9月25日 | THE BEST OF YUKI KOYANAGI ETERNITY 〜15th Anniversary〜             | 145位  |
| 4th | 2015年2月25日 | The Best of Yuki Koyanagi 2015 Here For You 〜Universal Selection〜 | 171位  |

#### バラード・ベスト・アルバム
| 枚  | リリース日     | タイトル                       | 最高位 |
| --- | -------------- | ------------------------------ | ------ |
| 1st | 2001年11月28日 | KOYANAGI THE BALLADS 1999-2001 | 13位   |

#### カバー・アルバム
| 枚  | リリース日    | タイトル                      | 最高位 |
| --- | ------------- | ----------------------------- | ------ |
| 1st | 2000年5月24日 | Koyanagi the Covers PRODUCT 1 | 1位    |
| 2nd | 2003年3月26日 | KOYANAGI the DISCO            | 58位   |
| 3rd | 2003年9月25日 | KOYANAGI the COVERS PRODUCT 2 | 29位   |
| 4th | 2022年8月2日  | RARE TASTY                    |        |

#### ライブ・アルバム
| 枚  | リリース日     | タイトル                                                            | 最高位 |
| --- | -------------- | ------------------------------------------------------------------- | ------ |
| 1st | 2001年2月28日  | Koyanagi the Live in Japan 2000                                     | 10位   |
| 2nd | 2002年11月27日 | KOYANAGI THE LIVE IN JAPAN 2001-2002                                | 112位  |
| 3rd | 2003年11月12日 | Acoustic Concert at Orchard Hall                                    | 97位   |
| 4th | 2010年12月22日 | Back to the future tour 2010（iTunesから音源配信）                  | -      |
| 5th | 2013年3月27日  | YUKI KOYANAGI LIVE TOUR 2012 「Believe in yourself」 BEST SELECTION | 203位  |

#### コラボレーション・アルバム
|                  | リリース日    | タイトル | 最高位 |
| ---------------- | ------------- | -------- | ------ |
| with Boyz II Men | 2002年4月24日 | intimacy | 25位   |

### 映像作品

#### ビデオクリップ集
1. KOYANAGI THE MOVIES PRODUCT 1（2000年9月27日）
2. KOYANAGI THE MOVIES PRODUCT 2（2001年9月5日）

#### ライブ
1. KOYANAGI THE BUDOKAN KOYANAGI THE LIVE IN JAPAN（2001年7月11日）

### その他
- Snake Eater（2004年）

ゲーム「Metal Gear Solid 3 Snake Eater」の主題歌。英語歌詞。
- 元気ですか（2006年）

中島みゆきトリビュートアルバム。9曲目に収録されている「後悔」を歌っている。
- Beanstalk（2009年）

ゲーム「Ninjya Blade」の主題歌。
- MYTHOLOGY（魔暦14年 / 2012年）

デーモン閣下ソロアルバム。3曲目に収録されている「A STORY OF THE AGES - 神話溶融 - 」にて共演。
- コンサート

世界遺産「屋久島」で2006年より行われている、自然保護を目的とした「やくしま森祭り」に参加。
2008年10月にも参加し、出演アーティストの中で唯一3年連続で参加をしている。

## 出演

### テレビ
- 2007年3月24日「ミリオンヒットライブ2007」（日本テレビ系）
- 2010年9月15日「ミリオンヒットコンサート」（日本テレビ系）
- 2010年10月10日「グッとくる歌謡祭」（テレビ朝日系）
- 2012年8月4日「関ジャニの仕分け∞」（テレビ朝日系）
- 2014年4月20日 - 「こころ ふれあい紀行〜音と匠の旅〜」（BS-TBS）準レギュラー
- 2017年1月7日 - 2018年3月31日「学び舎の歌声 〜with a smile〜」（三重テレビ放送）レギュラー
- 2017年5月2日 - 歌謡チャリティーコンサート（NHK総合）
- 2020年5月30日 - 歌える!J-POP 黄金のヒットパレード決定版!(NHK BSプレミアム）継続出演中

### NHK紅白歌合戦出場歴
| 年度/放送回               | 回 | 曲目                                         | 出演順 | 対戦相手 |
| ------------------------- | -- | -------------------------------------------- | ------ | -------- |
| 2000年（平成12年）/第51回 | 初 | あなたのキスを数えましょう 〜You were mine〜 | 18/28  | 美川憲一 |
| 2001年（平成13年）/第52回 | 2  | remain〜心の鍵                               | 02/27  | DA PUMP  |
| 2002年（平成14年）/第53回 | 3  | Lovin' you                                   | 12/27  | BEGIN    |

注意点
- 出演順は「出演順/出場者数」で表す。

### 舞台
- ウィズ〜オズの魔法使い〜 - 南の善い魔女・グリンダ役
  - （2012年9月28日 - 30日、KAAT神奈川芸術劇場ホール） / （2012年10月4日 - 7日、梅田芸術劇場メインホール） / （2012年10月18日 - 28日、東京国際フォーラムホールC） / （2012年11月3日 - 6日、中日劇場）
  - （2015年3月7日 - 4月26日、東京国際フォーラムホールC 他）
- ミュージカル & 映画音楽「ドリーム・キャラバン 2023 with シンフォニック・ジャズ・オーケストラ」（2024年1月14日、新潟市民芸術文化会館）[12]

### CM
- kissmark
- evian
- グリコアーモンドチョコレート（江崎グリコ）
- 競艇（ラジオCMでは本人も出演した）
- スカイチーム

### ラジオ
- 小柳ゆき CLUB//MY SOUL（ニッポン放送） - 金曜日24:00〜24:20に放送していた。
- 小柳ゆきのオールナイトニッポン（ニッポン放送） - レギュラーではなく、特別版。
- YUKI KOYANAGI FREEDOM BREATH（NACK5） - 水曜日20:00〜21:00 DJの西任暁子と2人で放送していた。
- 小柳ゆき I'm Fun Area（2012年10月 - 、エフエム富士、KZOO）
- 小柳ゆき drive your heart（2013年12月1日 - 、FM NACK5） - 木曜23:30 - 24:00。